# Região Metropolitana de Ogden-Clearfield
a Região Metropolitana de Ogden-Clearfield, conforme definido pelo United States Census Bureau, é uma área composta por três municípios no norte do estado de Utah, nos Estados Unidos, ancorada pelas cidades de Ogden e Clearfield. De acordo com as estimativas de 2009, a região metropolitana tinha uma população de 541.569 habitantes.